# Isoplexis
Isoplexis es un género con cinco especies de plantas de flores perteneciente a la familia Scrophulariaceae. 

## Especies seleccionadas
- Isoplexis canariensis
- Isoplexis chalcantha
- Isoplexis isabelliana
- Isoplexis isabellianum
- Isoplexis sceptrum

## Sinónimo
- Callianassa

- Datos: Q149256
- Multimedia: Isoplexis / Q149256